# Antonín Sosna
Antonín Sosna (* 18. července 1943 Olomouc) je český ortoped, dlouholetý přednosta I. ortopedické kliniky 1. lékařské fakulty Univerzity Karlovy v Praze. Věnuje se zejména endoprotetice a vývoji kloubních náhrad, jejich klinickým zkouškám a hodnocení.
Po mnoho let je členem Vědecké rady 1. lékařské fakulty UK, v 90. letech 20. století byl proděkanem 1. lékařské fakulty UK pro klinické obory. Zastával funkci předsedy České společnosti pro ortopedii a traumatologii.

## Osobní život
Je jmenovcem svého otce, MUDr. Antonína Sosny. Jeho manželkou je stomatoložka Helena Sosnová, jeho syn Ondřej a dcera Magdaléna jsou rovněž lékaři. K jeho předkům patří olomoucký rentgenolog MUDr. Josef Krč, popravený za odbojovou činnost během heydrichiády.